# Dryomys nitedula
O arganaz ou lirão balcânico (Dryomys nitedula) é una espécie de roedor da família Gliridae. Encontra-se na Europa oriental, no Oriente Médio, e na Ásia Central até o noroeste da China e da Mongólia. Apesar do nome, não deve ser confundido com outros roedores também chamados de arganaz.